# Iso-Vissanen
Iso-Vissanen är en sjö i kommunen S:t Michel i landskapet Södra Savolax i Finland. Arean är 42 hektar och strandlinjen är 6,45 kilometer lång. Sjön  ingår i Vuoksens huvudavrinningsområde.   Den ligger nära S:t Michel och omkring 210 kilometer nordöst om Helsingfors. 